# Iríni Dendrinoú
Iríni Dendrinoú, en grec moderne : Ειρήνη Δενδρινού (1879-1974), est une écrivaine grecque.

## Biographie
Iríni Dendrinoú naît le 9 février 1879 à Corfou,. Son père est Geórgios Zavitsiános, membre d'une ancienne famille de Corfou, tandis que sa mère est issue de la famille Voúlgaris (el). Elle est l'élève du poète Geórgios Kalosgoúros (el) à l'Arsákeio de Corfou, montrant un intérêt pour les lettres dès son plus jeune âge. Elle publie ses premiers textes dans les journaux et magazines de Corfou, notamment Noumás (Νουμάς) à partir de 1890, étant influencée par les théories linguistiques de Jean Psichari.
L'un des événements les plus importants de sa vie est sa rencontre avec l'écrivain Konstantínos Theotókis (el), qui l'initie aux concepts du socialisme, du féminisme et des théories philosophiques européennes contemporaines. Elle épouse l'homme politique Andréas Dendrinós (el),,,.
En 1916, elle participe à la première conférence féministe en Grèce, organisée par Kallirrói Parrén, tout en donnant des conférences sur le grec démotique, l'œuvre de Dionýsios Solomós, Marinos Sigoúros (el), Konstantínos Theotókis, Gerásimos Markorás et Loréntzos Mavílis. L'une de ses conférences les plus importantes porte sur le baiser dans la poésie démotique, tandis que ses conférences sur les écrivains de l'école corfiote sont également importantes. Elle est membre de l'équipe de rédaction de la revue Κερκυραϊκή Ανθολογία (en français : Anthologie corfiote), tandis qu'elle collabore également aux revues Noumás (el), Néa Estía, Anthologie ionienne et Journal des dames. En 1967, elle reçoit une médaille pour l'ensemble de sa contribution artistique. Elle meurt le 12 novembre 1974, retirée de la vie publique dans sa ville natale,,,.

## Publications
Iríni Dendrinoú publie son premier recueil de poèmes intitulé Ta Sonétta (Τα σονέττα) en 1916. Ses poèmes se distinguent par leur technique parfaite et leur lyrisme intense. Elle a également écrit plusieurs ouvrages en prose dans lesquels elle critique la société mondaine de l'époque, mais aussi, influencée par les théories socialistes, décrit la vie des paysans pauvres de Corfou. Elle a également écrit des ouvrages de littérature pour enfants. Certains de ses travaux les plus importants sont les suivants : 

### Poésie
- Τα σονέττα [Les Sonnets] - 1916
- Εξαγνισμός [Purification]

### Prose
- Πετακτές κουβέντες [Lancer des mots]
- Από τον κόσμο του σαλονιού [Du monde du salon]
- Ο ξένος και η μικρή μου φίλη [L'étranger et mon petit ami]
- Η γιαγιά με τα εννιά εγγονάκια [ La grand-mère aux neuf petits-enfants]

### Études - Conférences
- Το φιλί στη δημοτική μας ποίηση [Le baiser dans notre poésie démotique]
- Ο ποιητής Λαυρέντιος Μαβίλης [Le poète Loréntzos Mavílis] - 1915
- Η Κερκυραϊκή Σχολή (Σολωμός, Μαρκοράς, Κογεβίνας, Μαβίλης, Καλοσγούρος, Χρυσομάλλης, Θεοτόκης) [L'école corfiote (Solomos, Markoras, Kogevinas, Mavilis, Kalosgouros, Chrysomallis, Theotokis)] - 1953
- Τα έργα του Λορέντζου Μαβίλη [Les œuvres de Loréntzos Mavílis] - 1915